# Наука в Дании
Наука в Дании начала развиваться в XV веке. В 1479 году был основан Копенгагенский университет, один из самых старых университетов в Северной Европе. Астроном Тихо Браге основал обсерваторию Ураниборг, и его наблюдения использовал Кеплер для выведения своих законов небесной механики.
Основателем школы физики в Копенгагенском университете стал датский физик XIX века Ханс Кристиан Эрстед, исследователь электромагнетизма и создатель первого термоэлемента, в чью честь названа единица напряжённости магнитного поля.

## XV—XVI вв
В 1482 в Дании было введено книгопечатание. В 1576 на острове Вен была основана обсерватория Ураниборг.

## XX век
В 1908 году известный ботаник, физиолог и генетик Вильгельм Йохансен ввёл понятия «ген», «генотип». С 1918 года Дания становится одним из крупных центров изучения физики атома, ведущую роль в этом играет Нильс Бор. Датский программист Бьёрн Страуструп в начале 1980-х годов дал практическую реализацию парадигме объектно-ориентированного программирования, создав язык программирования C++.
Среди датских граждан 13 Нобелевских лауреатов (до 2010 года).